# NKGB
NKGB eller Folkommissariatet för statens säkerhet var ett sovjetiskt säkerhetsorgan, som kortvarigt existerade under 1941, för att återigen bildas 1943. Det ombildades 1946 till MGB vilket var en föregångare till KGB.

## Historia
Säkerhetsjänsten GUGB bröts 1941 ut ur NKVD och bildade ett eget folkkommissariat, NKGB. Efter det tyska anfallet mot Sovjetunionen återförenades säkerhetstjänsten med NKVD och NKGB upphörde. 1943 återbildades NKGB genom att GUGB återigen bröts ut ur NKVD. 

## Uppdrag
- Underrättelsetjänst utomlands.
- Säkerhetsunderrättelsetjänst
- Kontraspionage
- Bekämpa fientlig infiltration och sabotage på sovjetiskt territorium.
- Infiltrera och likvidera antisovjetiska partier och kontrarevolutionär organisationer.
- Övervaka att den kommunistiska värdegrunden efterlevdes av myndigheter och enskilda personer.
- Personskydd av höga partifunktionärer och statliga beslutsfattare.

## Organisation
Chef för NKGB var folkkommissarien för statens säkerhet Vsevolod Merkulov. 
NKGB hade följande operativa direktorat:
- Utrikes underrättelsetjänst, INU
- Säkerhetstunderrättelstjänst, KRU
- Transporter
- Sabotage bakom fiendens linjer
- Koder och chiffer
- Statsskydd
- Skydd av Kreml
- GULAG

## Avveckling
1946 omorganiserades NKGB till Ministeriet för statssäkerhet, MGB.

## Tjänstegrader och gradbeteckningar
|  | Generalkommissarie för statens säkerhet | Generalkommissarie för statens säkerhet | Kommissarie för statens säkerhet 1. rangen | Kommissarie för statens säkerhet 1. rangen | Kommissarie för statens säkerhet 2. rangen | Kommissarie för statens säkerhet 2. rangen | Kommissarie för statens säkerhet 3. rangen | Kommissarie för statens säkerhet 3. rangen | Kommissarie för statens säkerhet | Kommissarie för statens säkerhet |
|  | --------------------------------------- | --------------------------------------- | ------------------------------------------ | ------------------------------------------ | ------------------------------------------ | ------------------------------------------ | ------------------------------------------ | ------------------------------------------ | -------------------------------- | -------------------------------- |
|  | погоны ГБ 1943                          | погоны ГБ 1943                          | погоны ГБ 1943                             | погоны ГБ 1943                             | погоны ГБ 1943                             | погоны ГБ 1943                             | погоны ГБ 1943                             | погоны ГБ 1943                             | погоны ГБ 1943                   | погоны ГБ 1943                   |

| Överste        | Överste        | Överstelöjtnant | Överstelöjtnant | Major          | Major          | Kapten         | Kapten         | Äldre löjtnant | Äldre löjtnant | Löjtnant       | Löjtnant       | Yngre löjtnant | Yngre löjtnant |
| -------------- | -------------- | --------------- | --------------- | -------------- | -------------- | -------------- | -------------- | -------------- | -------------- | -------------- | -------------- | -------------- | -------------- |
| погоны ГБ 1943 | погоны ГБ 1943 | погоны ГБ 1943  | погоны ГБ 1943  | погоны ГБ 1943 | погоны ГБ 1943 | погоны ГБ 1943 | погоны ГБ 1943 | погоны ГБ 1943 | погоны ГБ 1943 | погоны ГБ 1943 | погоны ГБ 1943 | погоны ГБ 1943 | погоны ГБ 1943 |

| Fanjunkare     | Fanjunkare     | Äldre sergeant | Äldre sergeant | Sergeant       | Sergeant       | Yngre sergeant | Yngre sergeant |
| -------------- | -------------- | -------------- | -------------- | -------------- | -------------- | -------------- | -------------- |
| погоны ГБ 1943 | погоны ГБ 1943 | погоны ГБ 1943 | погоны ГБ 1943 | погоны ГБ 1943 | погоны ГБ 1943 | погоны ГБ 1943 | погоны ГБ 1943 |